# Gut Gelting

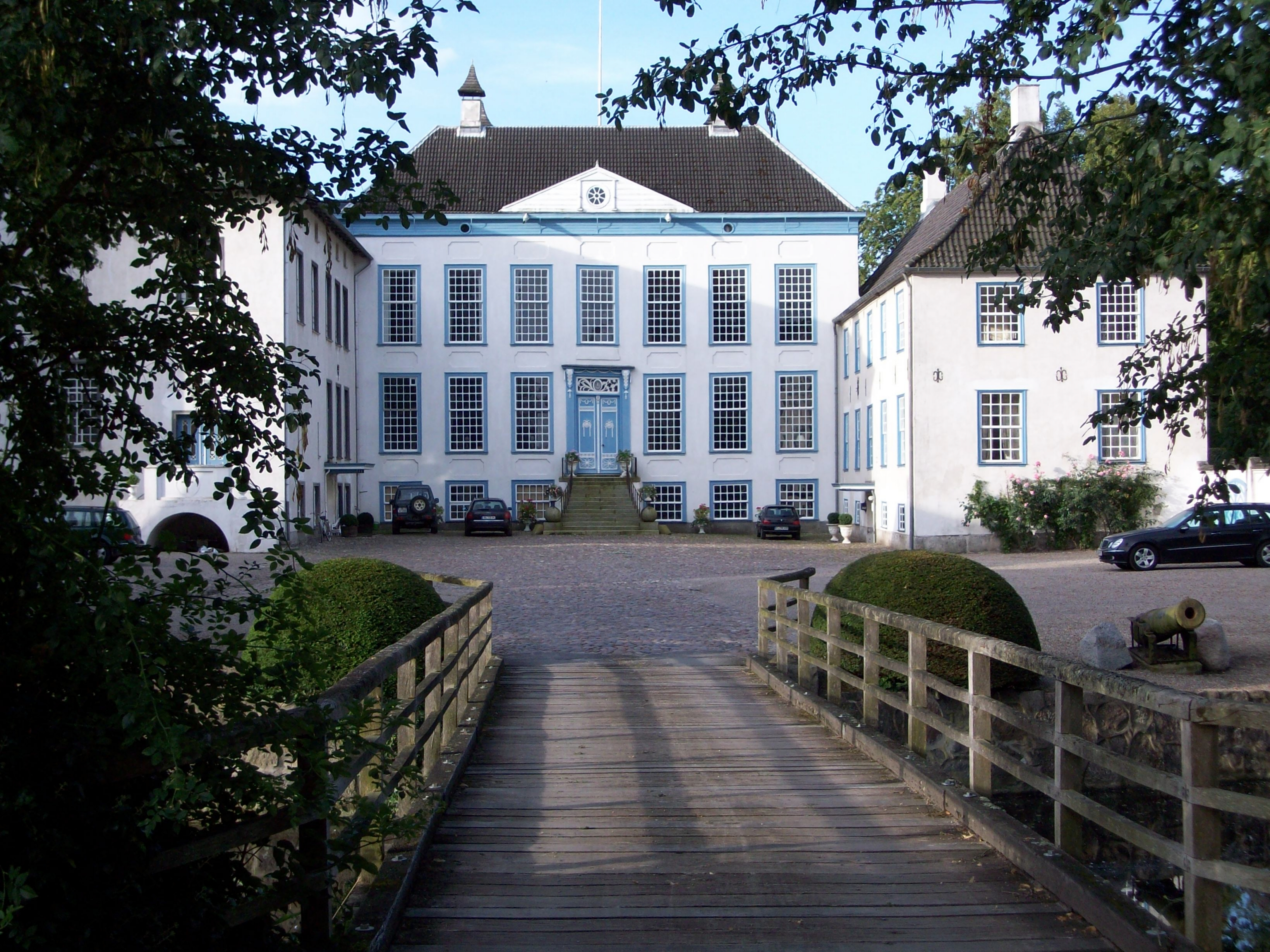
Das Wasserschloss Gelting

Gut Gelting, häufig auch als Schloss Gelting bezeichnet, ist ein altes Gut in Gelting in Schleswig-Holstein. Die dreiflügelige Anlage mit Ehrenhof ist von einer mittelalterlichen Wassergraben- und Wallanlage und vier Bastionen umgeben. Sie befindet sich im Privatbesitz der Familie von Hobe-Gelting und kann nicht besichtigt werden. Seit 1925 besitzt das Gut Gelting auch eine Kapelle; der Altar befindet sich im historischen Turm, die eigentlichen Kapellenräumlichkeiten im Ostflügel der Anlage.

## Geschichte

### Bis 1758
Das Gut befand sich spätestens seit 1231 im Besitz des dänischen Königs; im Liber census Daniae, einem Steuererfassungsdokument, in dem die Besitzungen und Einkünfte des Königs Waldemar II. Sejr aufgeführt sind, wird es als „Gyælting“ erwähnt.
Das Gut kam später in den Besitz verschiedener Adelsfamilien: 1494 erhielt der Ritter Hans von Ahlefeldt im Tausch gegen andere Gebiete die Haseldorfer Marsch, Burg Haseldorf, die fünf zugehörigen Kirchspiele sowie Gelting samt den dazugehörigen Dörfern und einigem Streubesitz. Zu dieser Zeit stand bereits der heutige Ostflügel der Anlage mit dem runden Turm.
Unter der Herrschaft der Ahlefeldts wurde im 17. Jahrhundert der Westflügel des Herrenhauses errichtet. Relativ bald darauf ging das Gut in Konkurs; 1712 sollte es in Eckernförde versteigert werden. Ein Verwandter der bisherigen Besitzer, Magnus von Wedderkop, sprang ein und rettete den Besitz vor diesem Schicksal; nachdem sich aber Erbstreitigkeiten ergeben hatten, ging Gut Gelting wieder in den Besitz der dänischen Krone über. Der Versuch des Königshauses, das Anwesen parzelliert zu verkaufen, scheiterte.

### Ab 1758

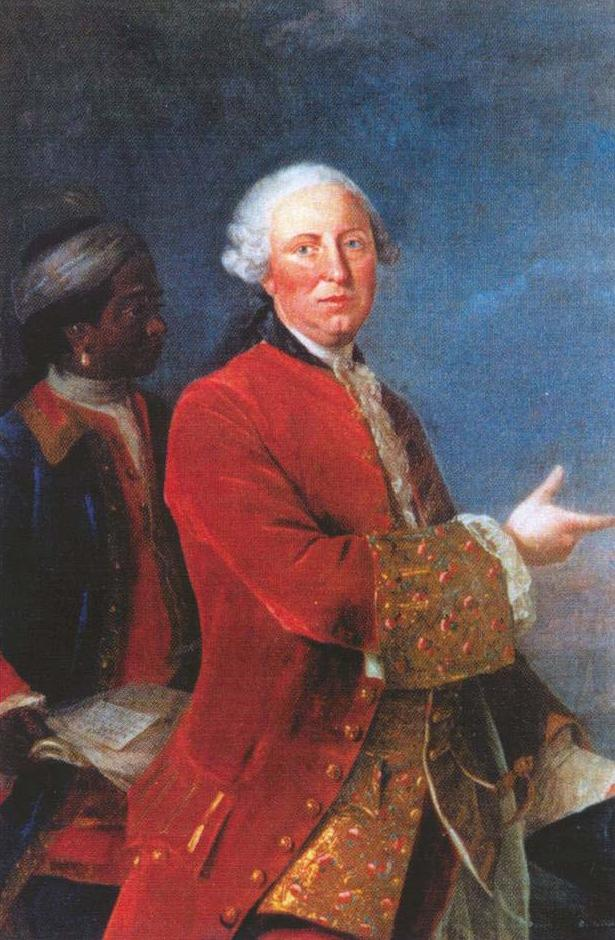
Sönke Ingwersen, Baron von Geltingen (1715–1786)

Nachdem Ställe und Scheunen erneuert bzw. renoviert worden waren und 1754 ein neues Torhaus erbaut worden war, ließ sich das Gut offenbar leichter verkaufen:
1758 erwarb der im Dienste der Niederländischen Ostindien-Companie zu Reichtum gekommene Kaufmann Seneca Inggersen das Anwesen von der Krone zu einem angeblichen Sonderpreis von 85.000 Reichstalern. Im darauffolgenden Jahr wurde Inggersen durch den dänischen König Friedrich V. in den erblichen Adelsstand erhoben und durfte sich fortan „Baron von Geltingen“ nennen. 1777 wurde ihm vom Kaiser in Wien auch der Reichsadelsstand zugesprochen. Dieser erste Baron von Geltingen, den der König mit dem Titel an Dänemark binden wollte, lebte allerdings selten auf Gelting, sondern überließ das Gut seinen unverheirateten Geschwistern Lucia (1712–1799) und Paul Ingwersen (1717–1792). Ab 1762 wohnten dann auch Inggersens älteste Tochter Gertruyda Johanna (* 6. März 1744 in Batavia; † 1802) und ihr Ehemann Simon Friedrich Adolph Freiherr von Spörcken (1729–1784) auf dem Gut.
Inggersen ließ die Hofanlage erweitern und das Herrenhaus in holländischer Manier umgestalten. Um 1770 wurde der zweigeschossige, durch ein Walmdach gedeckte Mittelbau des Schlosses errichtet. Ferner legte sich der neue Besitzer ein eigenes Theater zu, in dem Schäferspiele u. ä. aufgeführt wurden. Dieses „Comödienhaus“ wurde aber nicht lange genutzt und schließlich abgerissen.
Inggersen engagierte unter anderem Johann Caspar Bechstedt, der von 1775 bis 1780 für ihn arbeitete und das Grundstück in einen französischen Garten umgestaltete. Bechstedt legte einen Teil des Gartens symmetrisch um eine Achse herum an, die durch einen Kanal gebildet wurde. Einen anderen Teil stattete er mit zahlreichen geschlängelten Wegen aus. „Sommer-Haus“ und „Cascade“ gehörten zu zwei Schmuckanlagen des Gartens; andererseits waren aber auch Küchen- und Nutzgärten und eine „Melonerey“ auf dem Grundstück zu finden.

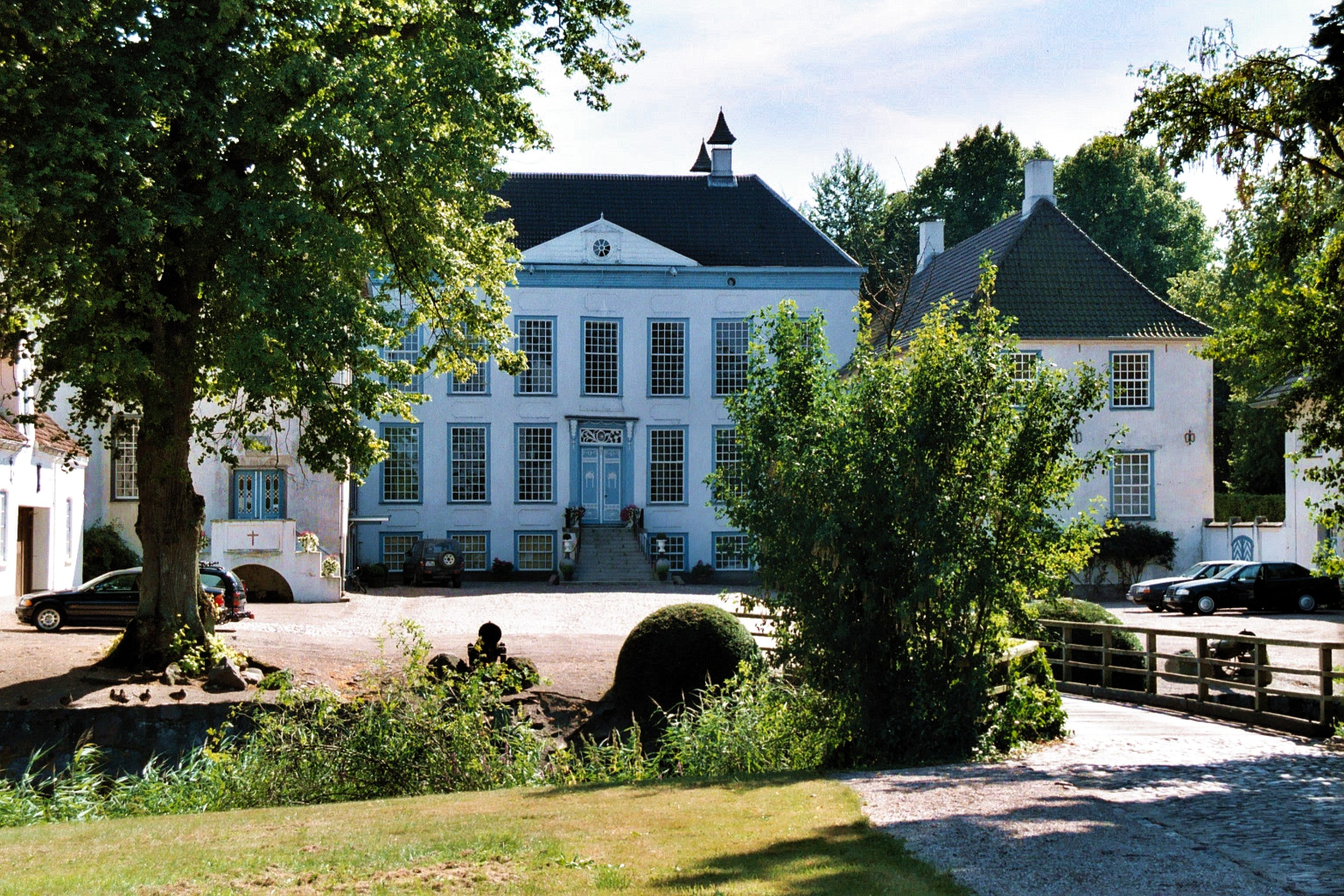
Blick auf das Gutshaus

Im Herrenhaus schlug sich das gärtnerische Interesse des Besitzers unter anderem in den Motiven des Stuckaturenschmucks nieder, den Francesco Antonio und Michel Angelo Taddei für den Festsaal schufen. Das Thema der Nutzgärtnerei wird durch Gießkanne, Kürbis, Hacke und Spaten veranschaulicht, während die Lustgärtnerei in Gestalt von Spargeln, Blumen und einer Baumschere erscheint. Das Chinesische Kabinett wurde um 1760 mit einer Tapete ausgestattet, die Pflanzen- und Tiermotive auf hellblauem Hintergrund zeigt. Diese – in Europa hergestellte – Tapete wurde 1888 und erneut in den 1990er Jahren restauriert; Feuchtigkeitsschäden und der Befall mit Silberfischchen hatten dies nötig gemacht.
Nachdem der erste Baron von Geltingen 1786 gestorben war, übernahm sein Sohn Christian Friedrich Rudolph von Geltingen die Anlage; unter seiner Ägide wurde die Gestaltung des Gartens abgeschlossen. Christian Friedrich Rudolph von Geltingen ließ die nahe bei Gut gelegene Geltinger Kirche, in der sich auch das Erbbegräbnis der Gutsherren befand, umbauen. Er starb 1820. Der Besitz ging nun an seinen Neffen Levin Ludwig Christian Leopold von Hobe über, einen Sohn seiner Schwester Adriana Sebranda und des Amtmanns Andreas August von Hobe. 1821 erhielt dieser den Titel eines dänischen Barons und nannte sich nun Levin Ludwig Leopold von Hobe, Baron von Gelting. Im Jahre 1812 war er zum katholischen Glauben übergetreten. Der Freiherrenstand wurde seinem Sohn Siegfried von Hobe-Gelting (1816–1877) in Preußen durch Reskript des Heroldsamtes am 30. Oktober 1875 als Erstgeburtstitel bestätigt. Das Gut Gelting erbte sodann dessen Sohn Bertram (1849–1911), Päpstlicher Geheim-Kämmerer und Magistral-Ritter des souveränen Malteser-Ritter-Ordens. Er baute den Ostflügel wohnlich um und restaurierte um 1900 den Mittelbau. Bertram von Hobe erwarb zwei nahegelegene Adelige Güter zu Gelting hinzu, Düttebüll, das zunächst dem ältesten Sohn Siegfried († 1944) übergeben wurde, und Ohrfeld, das der zweite Sohn, Bertram († 1961), erhielt.

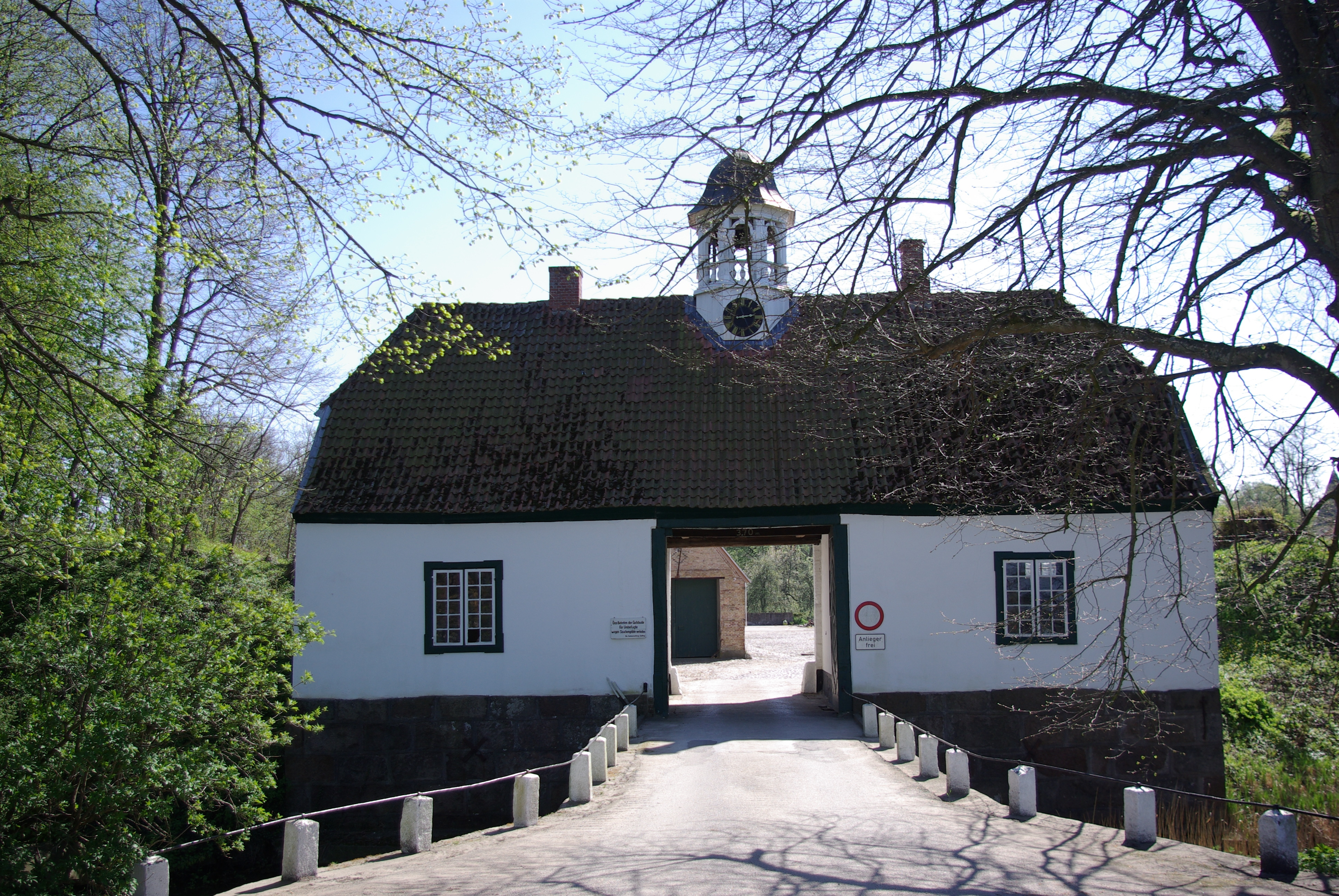
Torhaus

Der dritte Baron sowie die beiden nachfolgenden Generationen wandelten die Gartenanlage allmählich in einen Landschaftsgarten um. Unter anderem ergänzten sie den Garten um einen kleinen Weiher im östlichen Teil und ließen einige Solitäre pflanzen. Baron Siegfried sorgte dafür, dass das Haus eine katholische Kapelle erhielt; mit dem Bau wurde der Architekt Jürgen Bachmann aus Berlin beauftragt. Sein Nachfolger trug wiederum den Vornamen Bertram; er starb 1988 und hinterließ das Gut wiederum einem Sohn namens Siegfried. Diese beiden letzten Besitzer sorgten für mehrere Sanierungen des Hauses, wobei in den 1950er Jahren die Vorderfassade und 1972 die Innenräume aufgefrischt wurden. 1970 wurde die Gesamtanlage ins Denkmalbuch eingetragen. Gut Gelting ist nach wie vor im Besitz der Familie von Hobe, Freiherren von Gelting.